# Procés endotèrmic

Diagrama de procés endotèrmic

Un procés endotèrmic és un procés químic o físic que absorbeix la calor del seu entorn. Pel que fa a la termodinàmica, és un procés termodinàmic amb un augment de l'entalpia H (o energia interna U) del sistema. En un procés endotèrmic, la calor que absorbeix un sistema és la transferència d'energia tèrmica al sistema. Així, una reacció endotèrmica generalment comporta un augment de la temperatura del sistema i una disminució de la de l'entorn.
El terme va ser encunyat pel químic francès del segle XIX Marcellin Berthelot. El terme endotèrmic prové del grec ἔνδον (endon) que significa "dins" i θερμ- (term) que significa "calent" o "calent".
Un procés endotèrmic pot ser un procés químic, com ara la dissolució de nitrat d'amoni (NH4NO3) a l'aigua (H2O), o un procés físic, com ara la fusió de glaçons.
El contrari d'un procés endotèrmic és un procés exotèrmic, aquell que allibera o "presta" energia, generalment en forma de calor i de vegades com a energia elèctrica. Així, endo endotèrmic fa referència a l'energia o calor que entra, i exo en exotèrmic es refereix a l'energia o la calor que surt. En cada terme (endotèrmic i exotèrmic) el prefix fa referència a on va la calor (o l'energia elèctrica) mentre es produeix el procés.

## En química
A causa del trencament i la formació d'enllaços durant diversos processos (canvis d'estat, reaccions químiques), sol haver-hi un canvi d'energia. Si l'energia dels enllaços de formació és més gran que l'energia dels enllaços de ruptura, llavors s'allibera energia. Això es coneix com a reacció exotèrmica. Tanmateix, si es necessita més energia per trencar els enllaços que l'energia que s'allibera, es consumeix energia. Per tant, és una reacció endotèrmica.

## Detalls
Que un procés pugui ocórrer espontàniament depèn no només del canvi d'entalpia sinó també del canvi d'entropia (∆S) i de la temperatura absoluta T Si un procés és un procés espontani a una determinada temperatura, els productes tenen una energia lliure de Gibbs menor G = H – TS que els reactius (un procés exergònic), encara que l'entalpia dels productes sigui més alta. Així, un procés endotèrmic sol requerir un augment d'entropia favorable (∆S > 0) en el sistema que superi l'augment desfavorable d'entalpia de manera que encara ∆G < 0. Mentre que les transicions de fase endotèrmica a estats més desordenats de major entropia, per exemple, la fusió i la vaporització, són habituals, els processos químics espontanis a temperatures moderades rarament són endotèrmics. L'augment d'entalpia ∆H ≫ 0 en un hipotètic procés fortament endotèrmic sol donar lloc a ∆G = ∆H – T∆S > 0, la qual cosa significa que el procés no es produirà (tret que sigui impulsat per energia elèctrica o fotònica). Un exemple de procés endotèrmic i exergònic és
{\displaystyle {\ce {C6H12O6 + 6 H2O -> 12 H2 + 6 CO2}}}
{\displaystyle \Delta _{r}H^{\circ }=+627\ {\text{kJ/mol}},\quad \Delta _{r}G^{\circ }=-31\ {\text{kJ/mol}}}

## Exemples
- Evaporació
- Sublimació
- Craqueig d'alcans
- Descomposició tèrmica
- Hidròlisi
- Nucleosíntesi d'elements més pesats que el níquel en nuclis estel·lars[8]
- Els neutrons d'alta energia poden produir triti a partir del liti-7 en un procés endotèrmic, consumint 2,466 MeV. Això es va descobrir quan la prova nuclear de Castle Bravo de 1954 va produir un rendiment inesperadament alt.[9]
- Fusió nuclear d'elements més pesats que el ferro en supernoves
- Dissoldre hidròxid de bari i clorur d'amoni